# Aspalathus rostripetala
Aspalathus rostripetala är en ärtväxtart som beskrevs av Rolf Martin Theodor Dahlgren. Aspalathus rostripetala ingår i släktet Aspalathus och familjen ärtväxter. Inga underarter finns listade i Catalogue of Life.